# Decathlon AG2R La Mondiale Development Team
Decathlon AG2R La Mondiale Development Team er et cykelhold fra Frankrig, som siden 2024 har kørt som et UCI kontinentalhold og fungerer som udviklingshold for UCI World Tour-holdet Decathlon AG2R La Mondiale Team. Det blev etableret i 2001, og har hovedsæde i La Motte-Servolex.

## Danske ryttere
- Frederik Erringsø[1] (1. sep. 2021–2022)
- Rasmus Søjberg Pedersen[2] (2024)
- Daniel Weis[3] (2024– )
- Pelle Køster[4] (2025– )

## Holdet

### 2025
| Trup 2025                | Trup 2025        | Trup 2025                                    | Trup 2025 |
| Rytter                   | Fødselsdag       | Seneste hold                                 |           |
| ------------------------ | ---------------- | -------------------------------------------- | --------- |
| Ilian Alexandre Barhoumi | 14. maj 2005     | Development Team dsm-firmenich PostNL (2024) |           |
| Arthur Blaise            | 15. marts 2005   | AG2R Citroën U19 Team (2023)                 |           |
| Louic Boussemaere        | 26. august 2006  | Decathlon AG2R La Mondiale U19 Team (2024)   |           |
| Louis Chaleil            | 21. februar 2006 | Decathlon AG2R La Mondiale U19 Team (2024)   |           |
| Marius Innhaug Dahl      | 19. maj 2006     | Decathlon AG2R La Mondiale U19 Team (2024)   |           |
| Matthew Greenwood        | 7. februar 2003  | Team BridgeLane (2024)                       |           |
| Kasper Haugland          | 27. marts 2005   | Lillehammer CK Continental Team (2024)       |           |
| Antoine L'Hote           | 27. maj 2005     | AG2R Citroën U19 Team (2023)                 |           |
| Luis-Joe Lührs           | 20. januar 2003  | Red Bull-Bora-Hansgrohe (2024)               |           |
| Pelle Køster             | 25. april 2003   | ColoQuick (2024)                             |           |
| Daniel Weis              | 17. juli 2005    | CeramicSpeed Herning CK Junior (2023)        |           |
| Aubin Sparfel            | 3. maj 2006      | Decathlon AG2R La Mondiale U19 Team (2024)   |           |
|                          |                  |                                              |           |
| Kilde: ProCyclingStats   |                  |                                              |           |

#### Sejre
| Sejre | Sejre | Sejre  | Sejre  | Sejre | Sejre |
| Dato  | Løb   | Klasse | Vinder |       |       |
| ----- | ----- | ------ | ------ | ----- | ----- |

### 2024
| Trup 2024               | Trup 2024          | Trup 2024                             | Trup 2024 |
| Rytter                  | Fødselsdag         | Seneste hold                          |           |
| ----------------------- | ------------------ | ------------------------------------- | --------- |
| Léo Bisiaux             | 14. februar 2005   | AG2R Citroën U19 Team (2023)          |           |
| Arthur Blaise           | 15. marts 2005     | AG2R Citroën U19 Team (2023)          |           |
| Oscar Chamberlain       | 15. januar 2005    | AG2R Citroën U19 Team (2023)          |           |
| Tom Donnenwirth         | 19. januar 1998    | SCO Dijon (2023)                      |           |
| Noa Isidore             | 17. september 2004 | CIC U Nantes Atlantique (2023)        |           |
| Antoine L'Hote          | 27. maj 2005       | AG2R Citroën U19 Team (2023)          |           |
| Daniel Weis             | 17. juli 2005      | CeramicSpeed Herning CK Junior (2023) |           |
| Rasmus Søjberg Pedersen | 9. juli 2002       | CIC U Nantes Atlantique (2023)        |           |
| Baptiste Veistroffer    | 29. maj 2000       | VC Pays de Loudéac (2023)             |           |
| Killian Verschuren      | 20. oktober 2002   | VC Pays de Loudéac (2023)             |           |
|                         |                    |                                       |           |
| Kilde: ProCyclingStats  |                    |                                       |           |

#### Sejre
| 9. mar.  | Istrian Spring Trophy, 2. etape                 | 2.2  | Noa Isidore             |
| 10. mar. | Istrian Spring Trophy, Samlede stilling         | 2.2  | Noa Isidore             |
| 23. mar. | Olympia's Tour, 4. etape                        | 2.2  | Rasmus Søjberg Pedersen |
| 24. mar. | Olympia's Tour, 5. etape                        | 2.2  | Rasmus Søjberg Pedersen |
| 28. apr. | Tour de Bretagne, 4. etape                      | 2.2  | Baptiste Veistroffer    |
| 24. maj  | Alpes Isère Tour, 3. etape                      | 2.2  | Noah Hobbs              |
| 23. jun. | Danske mesterskab i landevejscykling for herrer | NC   | Rasmus Søjberg Pedersen |
| 29. sep. | Tour d'Eure-et-Loir, Samlede stilling           | 2.2  | Antoine L'Hote          |
| 6. okt.  | Paris-Tours Espoirs                             | 1.2U | Antoine L'Hote          |